# Триклинична кристална система
У кристалографији, триклинична кристална система је једна од седам могућих кристалних система. Одликује се са три елементарна вектора транслације који међусобно стоје под угловима који су различити од 90°. У триклиничној системи све три дужине елементарне ћелије су међусобно различите дужине, исто као што је и у ромбичној кристалној системи.
Триклинична система од елемената симетрије има само центар симетрије.

## Прости облици
Триклинична система има следеће просте облике:
- База
- Пинакоид
  - Макро пинакоид
  - Брахи пинакоид
- Хеми макро призма
  - лева
  - десна
- Хеми брахи призма
  - лева
  - десна